# Loïc Prian
Loïc Prian est un monteur son français.

## Filmographie (sélection)
- 2007 : La Clef de Guillaume Nicloux
- 2008 : Dante 01 de Marc Caro
- 2008 : L'Ennemi public n° 1 de Jean-François Richet
- 2008 : L'Instinct de mort de Jean-François Richet
- 2009 : Coco Chanel et Igor Stravinsky de Jan Kounen
- 2010 : Imogène McCarthery d'Alexandre Charlot et Franck Magnier
- 2010 : Ensemble, c'est trop de Léa Fazer
- 2011 : Un baiser papillon de Karine Silla
- 2012 : Le Jour des corneilles de Jean-Christophe Dessaint
- 2013 : Les Garçons et Guillaume, à table ! de Guillaume Gallienne
- 2013 : Cookie de Léa Fazer
- 2014 : La Rançon de la gloire de Xavier Beauvois
- 2014 : Maestro de Léa Fazer
- 2015 : Les Bêtises d'Alice et Rose Philippon
- 2016 : Ma révolution de Ramzi Ben Sliman
- 2016 : Des nouvelles de la planète Mars de Dominik Moll
- 2016 : Les Naufragés de David Charhon
- 2017 : Si j'étais un homme d'Audrey Dana
- 2017 : Dans la forêt de Gilles Marchand
- 2023 : Je verrai toujours vos visages de Jeanne Herry

## Distinctions

### Récompenses
- César 2009 : César du meilleur son pour L'Instinct de mort et L'Ennemi public nº 1

### Nominations
- César 2014 : César du meilleur son pour Les Garçons et Guillaume, à table !
- César 2024 : César du meilleur son pour Je verrai toujours vos visages